# Sergio Osmeña Sr.
Sergio Osmeña Sr. est une localité de la province de Zamboanga du Nord, aux Philippines. En 2015, elle compte 30 220 habitants.